# Sakpolitik
Sakpolitik, den politik som inte är idépolitik. I sakpolitiken avhandlas politiska partiers och politikers inställning till konkreta, dagsaktuella problem och frågeställningar.
Sakpolitiken delas ofta in i olika områden, till exempel skolpolitik, kriminalpolitik och utrikespolitik, eller omtalas i mer begränsade begrepp som vård-skola-omsorg och plånboksfrågorna.